# Matron Stakes
Matron Stakes är en årlig travserie för amerikanskfödda 2– och 3-åriga varmblodiga hästar. Serien består av fyra klasser; 2-åriga hingstar och valacker, 3-åriga hingstar och valacker, 2-åriga ston och 3-åriga ston. Finalloppet körs under hösten på Dover Downs.
Flertalet kvallopp körs under året på andra travbanor i delstaten. Både kval- och finalloppen körs över 1 609 meter med amerikansk autostart, och förstapris i finalloppet är 112 500 dollar. Första upplagan av loppet kördes 1982.

## Segrare

### 2-åriga hingstar och valacker
| År   | Häst               | Efter             | Kusk              | Tränare                | Tid    |
| ---- | ------------------ | ----------------- | ----------------- | ---------------------- | ------ |
| 2022 | Kimmeridgian       | Walner            | Åke Svanstedt     | Åke Svanstedt          | 1:54.3 |
| 2021 | Threepointbluechip | Walner            | James Macdonald   | Jim King Jr.           | 1:55.0 |
| 2020 | Type A             | Southwind Frank   | Yannick Gingras   | Nancy Takter           | 1:55.0 |
| 2019 | Amigo Volo         | Father Patrick    | Dexter Dunn       | Richard "Nifty" Norman | 1:52.4 |
| 2018 | Super Schissel     | Uncle Peter       | Yannick Gingras   | Jimmy Takter           | 1:56.0 |
| 2017 | Wolfgang           | My MVP            | Yannick Gingras   | Jimmy Takter           | 1:55.3 |
| 2016 | Snowstorm Hanover  | Muscle Massive    | Matt Kakaley      | Ron Burke              | 1:55.1 |
| 2015 | Dog Gone Lucky     | Lucky Chucky      | Corey Callahan    | Chuck Sylvester        | 1:55.0 |
| 2014 | Habitat            | Conway Hall       | Yannick Gingras   | Ron Burke              | 1:54.2 |
| 2013 | Nuncio             | Andover Hall      | John Campbell     | Scott Andrews          | 1:53.0 |
| 2012 | Text Winner        | Tom Ridge         | Ron Pierce        | Charlie Norris         | 1:56.3 |
| 2011 | Pekoe Fashion      | Broadway Hall     | Tim Tetrick       | Jim Campbell           | 1:56.1 |
| 2010 | Chapter Seven      | Windsong's Legacy | Mike Lachance     | Linda Toscano          | 1:55.2 |
| 2009 | Lucky Chucky       | Windsong's Legacy | John Campbell     | Chuck Sylvester        | 1:56.2 |
| 2008 | Explosive Matter   | Cantab Hall       | Ron Pierce        | Noel Daley             | 1:55.3 |
| 2007 | Lear Jetta         | Lindy Lane        | Tim Tetrick       | Robert Myers           | 1:57.3 |
| 2006 | Snowboarder        | Yankee Glide      | Dave Palone       | Jimmy Takter           | 1:57.2 |
| 2005 | Capetown Hall      | Garland Lobell    | Brian Sears       | Jimmy Takter           | 1:56.1 |
| 2004 | Strong Yankee      | Muscles Yankee    | Trond Smedshammer | Trond Smedshammer      | 1:56.3 |
| 2003 | Great Challenger   | Conway Hall       | David Miller      | Jim Campbell           | 1:57.0 |
| 2002 | Sugar Trader       | Trade Balance     | Steve Smith       | Karen Garland          | 1:57.3 |
| 2001 | Chip Chip Hooray   | Pine Chip         | Eric Ledford      | Chuck Sylvester        | 1:58.4 |
| 2001 | Pegasus Spur       | S.J.'s Photo      | Dick Stillings    | Charles Stillings      | 1:58.3 |

Källa:

### 2-åriga ston
| År   | Häst               | Efter          | Kusk            | Tränare                | Tid    |
| ---- | ------------------ | -------------- | --------------- | ---------------------- | ------ |
| 2023 | R Melina           | Chapter Seven  | Tim Tetrick     | John Butenschoen       | 1:55.4 |
| 2022 | Brunella           | Father Patrick | Yannick Gingras | Nancy Takter           | 1:54.4 |
| 2021 | Venerable          | Walner         | David Miller    | Richard "Nifty" Norman | 1:54.3 |
| 2020 | Illuminata         | Chapter Seven  | Åke Svanstedt   | Åke Svanstedt          | 1:54.4 |
| 2019 | Next Level Stuff   | Sebastian K.   | Tim Tetrick     | Jim Campbell           | 1:53.2 |
| 2018 | When Dovescry      | Muscle Hill    | Simon Allard    | René Allard            | 1:54.4 |
| 2017 | Plunge Blue Chip   | Muscle Mass    | Åke Svanstedt   | Åke Svanstedt          | 1:55.4 |
| 2016 | Fine Tuned Lady    | Cantab Hall    | Corey Callahan  | John Butenschoen       | 1:56.3 |
| 2015 | Womans Will        | Donato Hanover | Andy Miller     | Julie Miller           | 1:54.2 |
| 2014 | Wild Honey         | Cantab Hall    | Yannick Gingras | Jimmy Takter           | 1:55.2 |
| 2013 | Shake It Cerry     | Donato Hanover | Ron Pierce      | Jimmy Takter           | 1:55.2 |
| 2012 | Royal Assets       | Donato Hanover | Tim Tetrick     | Ray Schnittker         | 1:55.0 |
| 2011 | Check Me Out       | Donato Hanover | Tim Tetrick     | Ray Schnittker         | 1:58.0 |
| 2010 | Fitness Girl       | Muscle Yankee  | Tim Tetrick     | Steve Elliott          | 1:56.2 |
| 2009 | Costa Rica         | Muscle Yankee  | Ron Pierce      | Jimmy Takter           | 1:58.1 |
| 2008 | Honorable Daughter | Malabar Man    | John Campbell   | Ray Remmen             | 1:55.1 |
| 2007 | Lindy's Heiress    | Conway Hall    | Mike Lachance   | Frank Antonacci        | 1:59.1 |
| 2006 | Undercover Lover   | Tagliabue      | Ron Pierce      | Lori Castranuovo       | 1:57.1 |
| 2005 | Arlanda Hanover    | S.J.'s Photo   | Ron Pierce      | Mark Steacy            | 1:57.0 |
| 2004 | Ladymatic          | Muscle Yankee  | George Brennan  | Larry Rathbone         | 1:57.4 |
| 2003 | Blackberry Hanover | Donerail       | Steve Smith     | Brett Pelling          | 1:59.1 |
| 2002 | Pizza Dolce        | Conway Hall    | David Miller    | Brett Pelling          | 1:57.0 |
| 2001 | Keystone Vogue     | Malabar Man    | Jeff Gregory    | Chuck Sylvester        | 1:57.2 |
| 2000 | Spellbound Hanover | Donerail       | John Campbell   | Bill Popfinger         | 1:59.1 |

Källa:

### 3-åriga hingstar och valacker
| År   | Häst              | Efter          | Kusk            | Tränare                | Tid    |
| ---- | ----------------- | -------------- | --------------- | ---------------------- | ------ |
| 2022 | Double Deceiver   | Cantab Hall    | David Miller    | Carter Pinske          | 1:52.4 |
| 2021 | Swingforthefences | Swan For All   | Peter Wrenn     | Melanie Wrenn          | 1:52.1 |
| 2020 | Amigo Volo        | Father Patrick | Dexter Dunn     | Richard "Nifty" Norman | 1:50.2 |
| 2019 | Gimpanzee         | Chapter Seven  | Brian Sears     | Marcus Melander        | 1:51.1 |
| 2018 | Six Pack          | Muscle Mass    | Åke Svanstedt   | Åke Svanstedt          | 1:54.1 |
| 2017 | Bill's Man        | Credit Winner  | Tim Tetrick     | John Butenschoen       | 1:52.2 |
| 2016 | Dayson            | Conway Hall    | Yannick Gingras | Ron Burke              | 1:53.0 |
| 2015 | Crazy Wow         | Crazed         | Tim Tetrick     | Ron Burke              | 1:52.0 |
| 2014 | Nuncio            | Andover Hall   | John Campbell   | Jimmy Takter           | 1:54.1 |
| 2013 | Smilin Eli        | Muscle Yankee  | Tim Tetrick     | David M Smith          | 1:52.4 |
| 2012 | Guccio            | Yankee Glide   | Jimmy Takter    | Jimmy Takter           | 1:53.0 |
| 2011 | Big Rigs          | Andover Hall   | Dave Palone     | Kelly O'Donnell        | 1:52.4 |
| 2010 | Wishing Stone     | Conway Hall    | George Brennan  | Dewayne Minor          | 1:53.2 |
| 2009 | Swan For All      | Andover Hall   | David Miller    | Erv Miller             | 1:55.1 |
| 2008 | Crazed            | Credit Winner  | Tim Tetrick     | Frank Antonacci        | 1:54.0 |
| 2007 | Great Success     | Self Possessed | Brian Sears     | Anthony O'Sullivan     | 1:55.2 |
| 2006 | Algiers Hall      | Conway Hall    | John Stark J:r  | John Stark J:r         | 1:56.0 |
| 2005 | Sir Perseverance  | Self Possessed | George Brennan  | Brett Pelling          | 1:54.0 |
| 2004 | Jailhouse Joey    | Muscle Yankee  | Ron Pierce      | Brett Pelling          | 1:55.2 |
| 2003 | Muscle King       | Muscle Yankee  | Cat Manzi       | Deborah Brunet         | 1:56.1 |
| 2002 | Kadabra           | Primrose Lane  | David Miller    | Jimmy Takter           | 1:57.3 |
| 2001 | Victory Abroad    | Valley Victory | David Miller    | Jimmy Takter           | 1:54.4 |
| 2000 | Plesac            | Armbro Charger | Jim Curran      | John Butenschoen       | 1:58.2 |

Källa:

### 3-åriga ston
| År   | Häst              | Efter              | Kusk              | Tränare                | Tid    |
| ---- | ----------------- | ------------------ | ----------------- | ---------------------- | ------ |
| 2023 | Tipsy Moni        | International Moni | Ronnie Wrenn Jr.  | D R Ackerman           | 1:55.4 |
| 2022 | Warrawee Xenia    | Walner             | James Macdonald   | Mark Steacy            | 1:52.4 |
| 2021 | Bella Bellini     | Bar Hopping        | Dexter Dunn       | Richard "Nifty" Norman | 1:52.2 |
| 2020 | Sorella           | Muscle Hill        | Yannick Gingras   | Nancy Takter           | 1:53.1 |
| 2019 | When Dovescry     | Muscle Hill        | Simon Allard      | René Allard            | 1:52.2 |
| 2018 | Custom Cantab     | Mr Cantab          | David Miller      | Christopher Beaver     | 1:53.1 |
| 2017 | Dream Together    | Muscle Hill        | Daniel Dube       | Luc Blais              | 1:53.2 |
| 2016 | Caprice Hill      | Kadabra            | Brian Sears       | Tony Alagna            | 1:52.3 |
| 2015 | Mission Brief     | Muscle Hill        | Yannick Gingras   | Ron Burke              | 1:50.2 |
| 2014 | Shake It Cerry    | Donato Hanover     | Ron Pierce        | Jimmy Takter           | 1:52.4 |
| 2013 | Ma Chere Hall     | Deweycheatumnhowe  | Corey Callahan    | Jonas Czernyson        | 1:53.2 |
| 2012 | Personal Style    | Yankee Glide       | David Miller      | Richard "Nifty" Norman | 1:53.2 |
| 2011 | Crys Dream        | Taurus Dream       | Luc Ouellette     | Fredrik Persson        | 1:54.0 |
| 2010 | Costa Rica        | Muscles Yankee     | Ron Pierce        | Jimmy Takter           | 1:55.1 |
| 2009 | Yursa Hanover     | Windsong's Legacy  | Tim Tetrick       | Benoit Baillargeon     | 1:53.4 |
| 2008 | Stage Show        | Broadway Hall      | Dave Palone       | Jim Campbell           | 1:55.1 |
| 2007 | Godiva Hall       | Like A Prayer      | Trond Smedshammer | Trond Smedshammer      | 1:54.4 |
| 2006 | Queen Serene      | Dream Vacation     | Trond Smedshammer | Trond Smedshammer      | 1:56.0 |
| 2005 | Blur              | Muscle Yankee      | Brian Sears       | Trond Smedshammer      | 1:56.4 |
| 2004 | Mystical Sunshine | Yankee Glide       | Ron Pierce        | Christopher Ryder      | 1:55.4 |
| 2003 | Stroke Play       | Yankee Glide       | Brian Sears       | Trond Smedshammer      | 1:57.2 |
| 2002 | Cameron Hall      | Garland Lobell     | Trevor Ritchie    | Robert Stewart         | 1:58.4 |
| 2001 | Syrinx Hanover    | Lindy Lane         | John Campbell     | Christopher Marino     | 1:56.1 |
| 2000 | Day For Night     | Donerail           | Mike Lachance     | Chuck Sylvester        | 1:56.2 |

Källa: